# リアルタイムMRI
リアルタイムMRI（英: Real-time MRI）は、よい空間分解能と時間分解能で生理学的過程の可視化を可能とする非侵襲的画像化法である。核磁気共鳴画像法（MRI）は時間のかかるk空間のスキャンに基づいているため、リアルタイムMRIは低い画質もしくは低い時間分解能でのみ可能であった。逐次再構成アルゴリズムを使用することで、これらの制約は近年取り除かれた。リアルタイムMRIの新たな手法では1.5～2.0 mmの面内解像度を有する画像に対して20から30ミリ秒の時間解像度が達成できる。関節や心臓の病気に関する重要な情報を加えることができると期待されている。多くの場合、MRI検査が患者にとって簡単でより快適なものになる可能性がある。

## 物理的基礎
初期のものはエコープラナーイメージング法に基づいており、これがリアルタイム機能的MRI (rt-fMRI) という重要な用途を見出したが、近年の進歩は逐次再構成やFLASH MRIに基づいている。Ueckerらにより提案されたリアルタイムイメージング法では、速く連続的なデータの取得、動きへのロバスト性およびアンダーサンプリングに対する耐性を提供できるラジアルFLASH MRIと非線形逆問題としての画像再構成の定式化に基づく逐次画像再構成法を組み合わせている。複数の受信コイルからのデータを統合し（すなわちパラレルMRI）、正則化とフィルタリングを使用して画像の時系列における冗長性を使うことにより、データのアンダーサンプリングの可能性を1桁高めている。高品質の画像が通常の画像再構成に必要なデータのわずか5～10%から取得することができる。
エコー時間が非常に短いため（例えば1～2ミリ秒）、この手法はオフ共鳴の影響を受けず、ゆえに画像は磁化率アーティファクトを示さず、脂肪抑制に依存することもない。FLASHシーケンスからはスピン密度やT1コントラストが提供されるが、リフォーカスされ十分にバランスの取れた勾配を持つものではT1/T2コントラストを見ることができる。グラディエントエコー時間（例えば同位相および逆位相の条件）の選択は、画像内の水および脂肪の信号の表現を大きく変え、分かれた水/脂肪の動画を可能とするであろう。

## 応用
リアルタイムMRIの適用領域は非医学的である乱流の研究から、介入（外科）手技の非侵襲的監視までと広いが、最も重要な適用先は循環器イメージングである。リアルタイムMRIを用いると、心電図と同期させることなく自由呼吸中に毎秒50フレームまでリアルタイムで鼓動する心臓の動画を得ることが可能となる。
心臓のMRIとは別に、関節運動（顎関節、膝、手首など）の機能研究や発声時（調音音声学）や嚥下時の唇、舌、軟口蓋、声帯のような調音器官の調和した動きを取り扱うものもある。 低侵襲手術の監視を指す介入的MRIにおける応用は、画像の位置や向きなどのパラメータを双方向的に変えることで可能になる。